# Sáron rózsája
Sáron rózsája è il settimo album della cantante ungherese Friderika Bayer, pubblicato nel 2006 attraverso un'etichetta indipendente. Per Friderika, questo è il secondo album di genere gospel.

## Tracce
CD
1. Amit szem még nem látott
2. Uram, jóságod nagy
3. A jel
4. Tudtam, hogy fájni fog
5. Te vagy a válasz
6. Serkenj fel
7. Sáron rózsája
8. Az i-re a pontot
9. Isten úgy szerette
10. Látok mindent
11. Oly közel jöttél
12. Nélküled
13. Szent vagy
14. Alabástrom szelence